# Adam Easton
Adam Easton (anche Eston o Oeston) (Easton, 1328/1338 – Roma, 15 agosto 1398) è stato un cardinale inglese, noto come Cardinalis Angliae o Cardinale d'Inghilterra o Cardinale di Norwich.

## Biografia
Giovanissimo entrò  a nei Benedettini presso la cattedrale di Norwich; dopo studiò all'Oxford University, ottenendo il dottorato in teologia e una grande reputazione come studioso di greco e di ebraico.
Fu testimone contro John Wyclif, quando questi si appellò contro il suo allontanamento come custode del Canterbury hall, Oxford, voluto da Simon Langham, arcivescovo di Canterbury. Fu professore di teologia alla Oxford University. Poi lasciò l'Inghilterra per Avignone, probabilmente al seguito del cardinale Langham; fu coinvolto in missioni diplomatiche nelle Fiandre per cercare un accordo che portasse ad un trattato di pace tra Francia e Inghilterra. Ben introdotto nella curia papale e quando papa Gregorio XI si trasferì a Roma, anche Easton seguì la corte papale. Il 9 marzo 1379 fu deposto presso il Palazzo Apostolico in una inchiesta concernente il conclave che aveva eletto papa Urbano VI.
Il 1º giugno 1381 sottoscrisse un documento papale con il quale papa Urbano VI garantiva l'investitura al re di Napoli; sottoscrisse come Fratello Adam di Anglia. Su sollecitazione del re Edoardo III di Inghilterra, fu promosso al cardinalato.
Fu creato cardinale presbitero nel concistoro del 21 dicembre 1381.